# Woda amoniakalna
Woda amoniakalna, NH
3
(aq) – zwyczajowa nazwa roztworu amoniaku w wodzie. Ma charakterystyczny ostry, amoniakalny zapach. W temperaturze 15 °C roztwór o stężeniu 12,74% ma gęstość 0,950 g/cm³, a o stężeniu 35,20% – 0,880 g/cm³. Ogrzewanie wody amoniakalnej powoduje wydzielanie się gazowego amoniaku.
Woda amoniakalna zawiera niewielką ilość jonów amonowych powstających na skutek reakcji amoniaku z wodą, zachodzącej zgodnie z równaniem:
NH
3 + H
2O ⇄ NH+
4 + OH−

i dzięki temu ma odczyn zasadowy. Stała równowagi (zasadowa) reakcji wynosi Kb = 1,8×10−5. Przykładowo w roztworze amoniaku o stężeniu 1 M (1 mol/dm³) zaledwie 0,42% cząsteczek NH
3 daje jony amonowe (pH takiego roztworu wynosi 11,63).

## Wodorotlenek amonu
Z istnienia szeregu różnych soli amonowych oraz zasadowego odczynu wody amoniakalnej wnoszono o istnieniu związku o nazwie wodorotlenek amonu i wzorze NH
4OH. W rzeczywistości związek taki nie został wykryty w żadnym układzie woda–amoniak. W 0,1 M roztworze amoniaku w wodzie ok. połowa cząsteczek NH
3 jest wolna, a połowa uwodniona, co wskazuje na słabość oddziaływania NH
3 i H
2O. Oddziaływanie takie ma czas życia rzędu 10−10 s. Z obliczeń teoretycznych wynika, że w układzie H−O−H⋯NH
3 długości wiązań O−H (wolnego i związanego z NH
3) różnią się jedynie o 2%, a odległość H⋯N (179 pm) jest znacznie większa niż pozostałych wiązań N−H w badanym układzie (102 pm).
Ponieważ jednak dla reakcji:
NH
3
(nasyc.) + H
2O
(ciecz) → [NH
3·H
2O]
(ciecz)
w 25 °C zmiana entalpii swobodnej jest ujemna (ΔG0 = −6,39 kJ/mol), zaproponowano, że może to oznaczać istnienie wodorotlenku amonu o budowie zbliżonej do H−O−H⋯NH
3, z niewielkim udziałem ładunku ujemnego na atomie tlenu i ładunku dodatniego na atomie azotu. Taka interpretacja wzbudziła jednak kontrowersje, a w opinii większości chemików nie należy używać nazwy „wodorotlenek amonu”, lecz „wodny roztwór amoniaku”.

## Produkcja
Wodny roztwór amoniaku wytwarza się przez rozpuszczenie czystego amoniaku w zdemineralizowanej wodzie.

## Zastosowanie
Techniczna woda amoniakalna stosowana jest w przemyśle gumowym, szklarskim, garbarskim (do produkcji żelatyny), przy produkcji barwników oraz półproduktów organicznych. Ponadto woda amoniakalna znajduje zastosowanie jako nawóz sztuczny oraz regulator pH. Niemniej jednak obecnie odgrywa ważną rolę w redukcji emisji tlenków azotu do atmosfery, wytwarzanych przy spalaniu w przedsiębiorstwach przemysłowych. Jest bowiem stosowana jako reduktor w procesach selektywnej redukcji katalitycznej oraz selektywnej redukcji niekatalitycznej. Używana jest jako barwnik i wskaźnik przy mikroskopowej identyfikacji gatunków grzybów.

## Producenci
Polscy producenci wody amoniakalnej: Grupa Azoty Zakłady Azotowe „Puławy” S.A., Anwil S.A., Grupa Azoty Zakłady Chemiczne „Police” S.A. Inni producenci wody amoniakalnej na świecie: Verma Gases PVT. Ltd. – 94 t/dziennie (łącznie z odwodnionym amoniakiem), Sanj-Raj Photochem Industries – 50 t/dziennie, Bamco – 15 t/dziennie, Unipetrol, Tanner Industries Inc., Rustavi Azot, Yara.